# Брацюк, Николай Захарович
Никола́й Заха́рович Брацю́к (1909—1943) — советский офицер, танкист в годы Великой Отечественной войны, Герой Советского Союза (1944, посмертно).

## Биография
Родился 19 мая 1909 года в селе Бритавка (ныне Чечельницкого района Винницкой области) в семье рабочего. Украинец. С 1922 года работал учеником слесаря-машиниста. В 1928 году окончил горно-буровой техникум в городе Харьков.
В 1928 году добровольцем вступил в Красную Армию. Служил в бронетанковых войсках на Дальнем Востоке. Член ВКП(б) с 1932 года. Участник боёв у озера Хасан в 1938 году. В 1938 году окончил Горьковское военно-политическое училище, в 1943 году — курсы усовершенствования офицерского состава при Военной академии бронетанковых и механизированных войск.
В боях Великой Отечественной войны с февраля 1943 года. Командовал 305-м танковым батальоном 106-й танковой бригады 12-го танкового корпуса. Воевал на Воронежском и Брянском фронтах. Участвовал в Харьковской операции, освобождении городов Чугуев и Мерефа, боях на Курской дуге в районе посёлка Новосиль, станций Отрада и Золотарёво.
Приняв 305-й танковый батальон, провёл большую работу по повышению его выучки и боеготовности, в результате чего батальон вышел в 106-й танковой бригаде на 1-е место.
С 19 по 23 июля 1943 года батальон майора Брацюка в наступательных боях в районе станций Отрада и Золотарёво Орловской области уничтожил 8 танков, 9 штурмовых орудий, 4 бронемашины, 12 пушек, десятки миномётов и пулемётов, сотни солдат и офицеров противника. Брацюк лично подбил 2 танка и 3 штурмовых орудия.
23 июля 1943 года майор Брацюк погиб в бою за хутор Субботинский (Залегощенский район Орловской области).
Указом Президиума Верховного Совета СССР «О присвоении звания Героя Советского Союза генералам, офицерскому, сержантскому и рядовому составу Красной Армии» от 15 января 1944 года «за образцовое выполнение боевых заданий командования на фронте борьбы с немецко-фашистскими захватчиками и проявленные при этом мужество и героизм» майору Брацюку Николаю Захаровичу присвоено звание Героя Советского Союза (посмертно).

## Награды и звания
- Герой Советского Союза (15 января 1944, посмертно)
- Орден Ленина (15 января 1944, посмертно)

## Память
Похоронен в братской могиле на хуторе Субботинский.

## Оценки и мнения
Идя в боевых порядках своего батальона тов. Брацюк проявил исключительно умелое руководство, смелость и отвагу, и погиб смертью героя.— Командир 106-й танковой бригады подполковник С. К. Шахметов